# Personaggi di MediEvil
Questa pagina contiene informazioni relative ai personaggi presenti nel videogioco MediEvil.

## Personaggi diMediEvil

### Sir Daniel Fortesque
Nato nel 1250, morto nel 1286, risorto per la 1ª volta nel 1386, per la 2ª volta nel 1886.
Sir Daniel Fortesque, spesso abbreviato con Sir Daniel o Dan, è il protagonista di MediEvil. Era figlio di Lord Cedric Fortesque, il nobile più ricco del regno, cosa che gli assicurò da subito una posizione privilegiata, ma allo stesso tempo lo rese viziato, pigro e svogliato. Ai tempi in cui la pace regnava sovrana a Gallowmere, Daniel era uno dei cortigiani presso la corte del Re Pellegrino, che lo nominò capitano dell'esercito, affascinato dalle meravigliose storie che Dan inventava per farsi bello agli occhi del Re e, soprattutto, delle dame. Sir Daniel era tranquillo nonostante la posizione di grande responsabilità perché sicuro che non sarebbe mai scoppiata una guerra; difatti, erano passati tantissimi anni dall'ultimo conflitto. Quando lo stregone Zarok attaccò con il suo esercito di non-morti, Dan cadde durante la prima raffica di frecce nemiche nella Battaglia di Gallowmere e morì ancor prima di iniziare a combattere. Le nebbie del tempo lo resero, tuttavia, un eroe, consacrandolo come una leggenda e il salvatore di Gallowmere, colui che sconfisse Zarok colpendolo a morte con la sua spada, e morendo egli stesso assieme allo stregone. La pace regnò per cento anni, finché il perfido mago Zarok torna, e, tramite un incantesimo, resuscita i cadaveri per radunare un nuovo esercito e conquistare Gallowmere. Lo stesso Dan viene riportato erroneamente in vita dalla magia di Zarok, ottenendo la possibilità di riscattarsi e di dimostrare di essere davvero l'eroe che, se non nelle leggende, non è mai stato. Se Dan riuscirà a portare a termine la missione, potrà riposare assieme agli eroi che lottarono per la loro patria e che riposano tuttora nel leggendario Salone degli eroi. Sfortunatamente, la sua mascella inferiore è andata perduta, e di conseguenza l'orbo cavaliere non è in grado di parlare correttamente. Curiosamente, nel secondo capitolo della serie è in grado di parlare perfettamente, seppur con difficoltà.
Nel gioco, Dan dovrà affrontare numerosi livelli, sconfiggendo nemici mitologici e talvolta anche molto potenti, arrivando fino a Zarok, che sconfiggerà all'interno della sua tana colpendolo con una lancia al cuore. Nel capitolo originale, quando la tana di Zarok esplode, Dan si ritrova a un passo dalla morte nella lava, ma viene salvato da un avvoltoio che lo porta nella sua cripta, dove potrà riposare in pace. Dopo la morte di Dan, si vede lo stesso che festeggia nel Salone degli eroi, mentre la sua statua si è finalmente materializzata. È probabile che da giovane avesse un talento innato nel maneggiare le armi, visto che nel gioco mostra una certa abilità con ogni tipo di armamento, ma che per pigrizia non abbia mai preso seriamente l'addestramento. Nel remake del gioco, invece, Dan viene salvato da Al-Zalam, suo compagno di avventure, che lo porta alla cripta, dove, come nel primo capitolo, muore e accede al Salone degli eroi.
Tuttavia, le avventure di Dan non finiscono qui; infatti, l'eroe viene richiamato nel mondo dei vivi, questa volta a Londra, dove Lord Palethorn ha usato la magia del libro degli incantesimi di Zarok per mutarsi in demone e risvegliare i morti della città. Spetterà ovviamente a Dan fermare il demone e riuscirà nella sua missione, ma non prima di aver sconfitto i servi di Palethorn e aver combattuto con Il Demone, creatura infernale di dimensioni enormi e dalla potenza inaudita. Sconfitto Palethorn, Dan usa la macchina del tempo costruita dall'amico Hamilton Kift, per andare nel passato con la compagna Keyla, ma Palethorn fa improvvisamente il suo ritorno, questa volta trasformato in una sorta di drago.
In Medievil: Fate's Arrow, per via di un errore alla macchina del tempo, Dan si ritroverà a Gallowmere, dove si imbatterà nel se stesso del passato e dovrà trovare un modo per andar via e ritrovare la principessa Kiya, dalla quale si era separato a causa della macchina del tempo.

### Zarok
Stregone malvagio e potente, Zarok è l'antagonista principale del gioco. Cento anni prima dell'inizio dell'avventura di Daniel, egli era il consigliere del Re Pellegrino che, di nascosto, faceva esperimenti sui cadaveri. Venne scoperto e il Re lo bandì per sempre dal regno. Giurò di vendicarsi sull'intero reame e così, Zarok radunò un esercito di non-morti e tentò di radere al suolo Gallowmere. La leggenda narra che Sir Daniel Fortesque, l'eroe del regno e miglior soldato del Re Pellegrino, riuscì a colpire Zarok in punto di morte, salvando Gallowmere. Ma questa è solo una leggenda: infatti, Daniel cadde appena iniziata la battaglia, colpito da una freccia. Con il suo esercito sconfitto, Zarok si ritirò, ma cent'anni dopo torna per vendicarsi. Con la sua magia riporta in vita il suo esercito e tutti i defunti di Gallowmere, trasformandoli in zombie; ruba l'anima alla gente e oscura il sole. Daniel torna in vita grazie a lui, così può dimostrare di avere la stoffa dell'eroe. Nella battaglia finale, nella cattedrale, Daniel riesce a trafiggere lo stregone con una lancia, mentre era sotto forma di mostro, salvando così Gallowmere.
Nel livello Il vestibolo si ha la possibilità di leggere il suo diario segreto: da quanto scritto, sembra che sia stato Daniel, con le sue domande innocenti, a far sì che il Re Pellegrino scoprisse gli esperimenti che faceva Zarok sui defunti. Nel remake per PS4, si scopre che Zarok, quando era un bambino, aveva un cucciolo a cui era molto affezionato. Quando morì, Zarok iniziò a dedicarsi allo studio della magia nera con l'intento di riportarlo in vita. La sete di potere presto corruppe Zarok, che iniziò a fare progetti per conquistare il mondo con le sue arti oscure e anche per riavere il cagnolino che tanto amava.

## Alleati

### Strega della foresta
La strega della foresta vive nella Foresta incantata. Una volta davanti al suo calderone, potrà essere evocata grazie al Talismano delle streghe e chiederà a Dan di infiltrarsi in un formicaio per recuperare sette pezzi di ambra. Per far ciò, ridurrà Dan alle dimensioni di una formica. Se Dan porterà a termine il compito, gli donerà le Cosce di pollo, capaci di trasformare i nemici in polli arrosto. La strega, come molti altri personaggi, prende in giro il povero Dan, consapevole dell'ignobile verità sul suo conto. In MediEvil Resurrection è una bizzarra strega dai dubbi poteri che, nonostante tutto, aiuterà Dan consentendogli l'accesso alla prigione dei Demoni delle tenebre, in cambio, però, di quattro funghi di una specie rara.

### Strega delle zucche
La sorella della strega della foresta. Vive nella Gola delle zucche e, come la sorella, può essere evocata con il Talismano delle streghe davanti al suo calderone. In MediEvil Resurrection il suo aspetto e i suoi modi di fare sono assai cambiati: se nel primo MediEvil era una streghetta sovrappeso, buona e rispettosa, lì è rappresentata come una strega lunatica, custode di un pezzo della Pietra di Anubi, che lei chiama tesssoro, chiaro riferimento al personaggio di Gollum della trilogia de Il Signore degli Anelli.

### Kul Katura
Questa creatura è il Signore dei serpenti, imprigionato da Zarok dentro una cassa del livello I campi degli spaventapasseri. Una volta liberato da Dan, Kul Katura lo aiuta a sconfiggere qualsiasi nemico si ponga sulla sua strada, trapassandolo e annientandolo con un solo colpo. Questa creatura, che sembra essere un fantasma, sparirà dopo qualche minuto dalla sua liberazione. Inoltre, è l'unico aiutante di Dan nel primo MediEvil. Nel livello La gola di Gallows esiste, invece, una sua controparte malvagia, il Serpente di Gallowmere, che, invece, liberandosi da solo, può ferire Dan.

### Sindaco del villaggio addormentato
È il sindaco della città di Gallows, il principale centro abitato della regione di Gallowmere. Dopo che Zarok fu sconfitto nella Battaglia di Gallowmere, i suoi Demoni delle tenebre furono richiusi in un sepolcro inespugnabile nella Foresta incantata, la cui chiave, il Sigillo delle tenebre, fu affidata proprio al sindaco, che la chiuse nella cassaforte della sua abitazione. Quando Zarok ritorna per attuare la sua vendetta, prende in ostaggio il sindaco e lo richiude nel manicomio di Gallowmere per costringerlo a rivelargli la posizione del Sigillo, ma invano. Il sindaco viene poi liberato da Sir Daniel, a cui dona una rarissima Gemma di drago.

### Traghettatore
Il Traghettatore è colui che accompagna le anime perdute nel loro ultimo viaggio verso il regno dei morti. Lo si può incontrare solo nel livello La palude dei morti viventi, dove proporrà un accordo a Dan: se riuscirà a portargli otto anime perdute, gli darà un passaggio fino alla città sommersa di Mellowmede, luogo dove inizierà il livello Il lago.

### Re Pellegrino
Il Re Pellegrino era il sovrano di Gallowmere. Era un re buono e allegro, che spesso si divertiva ad ascoltare gli assurdi racconti di Dan. Proprio per la sua simpatia e credendo alle sue frottole, promosse Dan a Capitano della Guardia Reale. Passato a miglior vita, il suo fantasma si aggira ancora tra le sale del castello. Per richiamarlo è sufficiente porre la sua corona sul trono. Sarà di grande aiuto a Dan, rivelandogli come uscire dal castello, per raggiungere Zarok.
Nel fumetto viene spiegata la sua incrollabile fiducia in Dan: Fu proprio Zarok, all'epoca mago di corte, a convincerlo a scegliere Dan come comandante; lo stregone aveva subito intuito l'inettitudine del giovane cavaliere e che i suoi racconti non fossero altro che frottole, per questo portò al re una falsa predizione in cui Sir Daniel sarebbe stato colui che avrebbe sconfitto l'oscurita a Gallowmere. Zarok si convinse che così facendo sarebbe stato facile vincere la guerra e conquistare il regno, ma non aveva previsto né la sconfitta del suo esercito (nonostante Dan venisse ucciso ad inizio battaglia dalla prima raffica di frecce), né che cento anni dopo proprio Dan avrebbe mandato in fumo definitivamente, i suoi piani.

### Al-Zalam
Questo personaggio non compare nella versione originale del gioco, bensì nel remake, MediEvil Resurrection. Genio piccolo di statura, ma intelligente e astuto, Al-Zalam viene imprigionato nel cranio del defunto Daniel da Zarok. Quando Dan torna in vita per affrontare lo stregone, Al-Zalam lo aiuta nella sua avventura, dandogli preziosi consigli su come superare diversi ostacoli. Al-Zalam si rivela fondamentale nella storia, in quanto, dopo la sconfitta di Zarok e la caduta della cattedrale, salverà la vita a Dan afferrandolo prima di cadere nella lava.

### Re dei folletti
Il re dei folletti è stato imprigionato nel formicaio insieme al suo popolo dalla malvagia regina delle formiche. Spetta a Dan liberarli e, nel caso il giocatore abbia liberato tutti i folletti dalle grinfie delle formiche, come segno di gratitudine il re donerà a Sir Fortesque l'accesso al Salone degli eroi. Un fatto curioso è che, nella versione italiana del gioco, parla con un accento romanesco. Stranamente il popolo dei folletti, nel remake per PSP, è ostile e antipatico, e protegge uno speciale tipo di fungo che serve alla Strega della foresta.

### Mani
Le mani sono ciò che rimane dei corpi dei defunti, resuscitati da Zarok. Sono inoffensive e schiacciandole si ottiene una moneta d'oro. Nel primo capitolo sono inutili, ma in MediEvil 2, Dan potrà posare la sua testa sulle mani e controllarle. In questo modo, potrà passare attraverso piccole fessure e raggiungere luoghi altrimenti inaccessibili.

## Gargoyle
Esseri piccoli e dall'apparente forma di statue, i Gargoyle sono elementi fondamentali nell'avventura di Dan. Esistono due tipi di Gargoyle, differenti per colore e aspetto.

### Verdi
I Gargoyle verdi sono quelli che avvertono Dan dei pericoli che corre, mettendolo, per esempio, in allerta di un pericolo presente nel livello successivo, e che lo informano sul livello che deve intraprendere. Sono sparsi per tutta Gallowmere e quasi sempre se ne incontra più di uno per livello. Oltre a fornire informazioni sul luogo dov'è Dan, fanno anche da voce narrante del gioco. Alcuni di loro non esitano a farsi beffe di Dan, mettendo in dubbio le sue capacità benché poi ci ripensano quando arriverà nel castello di Zarok.

### Blu
I Gargoyle blu (rossi nel remake per PSP), contrariamente ai verdi, non parlano (in MediEvil Resurrection, invece, sì), ma hanno comunque una grande importanza, in quanto sono negozianti che, in cambio di denaro, consegneranno a Dan munizioni per le sue armi. Inoltre, quando Dan perde un'arma per mano di un folletto ladro, sarà possibile riacquistarla presso un Gargoyle blu. Come i verdi, si trovano per tutta Gallowmere, generalmente uno per livello. In MediEvil Resurrection vendono anche Fiale di energia. Nelle Pianure di Gallowmere, sempre nel remake, è invece presente un Gargoyle che vende oggetti a metà prezzo, e solo tramite questo mercante, nel caso il giocatore avesse acquisito tutti i gettoni di carnevale nei minigiochi dello stesso livello, sarà possibile acquistare la Lama di Odino, la più potente arma da mischia del gioco.

## Nemici
Nel corso del viaggio, Dan dovrà affrontare innumerevoli nemici:

### Zombie
Gli zombie sono esseri senza pace che, dopo essere passati a miglior vita, vengono richiamati nel regno dei vivi dalla magia di Zarok. Deboli, poco intelligenti e senza alcuna arma per difendersi, gli zombie possono essere facilmente sconfitti da Dan con pochi colpi di spadino, mentre la spada magica è in grado di eliminarli e frantumare i loro corpi con un singolo attacco; tuttavia, questi ultimi si riveleranno temibili nel livello I sotterranei del manicomio, in quanto attaccheranno Dan in massa per eliminarlo. Essendo i nemici più comuni, gli zombie sono quelli che alimentano maggiormente il Calice delle anime, necessario a Dan per completare l'avventura e accedere al Salone degli eroi. Esiste un altro tipo di zombie, più grosso e veloce, che è leggermente più resistenti dei comuni zombie.

### Folletti fiammeggianti
I folletti sono piccoli esseri al servizio di Zarok, che usano una torcia come arma. Dan li incontrerà spesso nella sua avventura, ma le loro piccole dimensioni fanno dei folletti un nemico facile da sconfiggere.

### Folletti magici
Non sono altro che folletti che, anziché avere una torcia infuocata, hanno una torcia da cui fuoriesce della magia (o presumibilmente qualcosa di simile) e sono invulnerabili agli attacchi a distanza (tranne a quelli delle armi incendiarie, al fulmine, alle Cosce di pollo e all'attacco potenziato dell'arco lungo magico). Questi tipi di nemici si potranno incontrare soltanto nel livello Il Vestibolo; nello stesso livello, viene spiegata la fonte dei loro poteri: hanno curiosato tra i libri di magia di Zarok, imparando alcuni incantesimi.

### Folletti ladri
Bisogna fare attenzione a questi folletti disarmati. Infatti, pur essendo identici ai folletti fiammeggianti, questi non hanno armi e cercheranno di procurarsele rubandole a Daniel. Vanno generalmente sconfitti con un'arma a distanza, come la balestra, per non avvicinarsi e correre quindi il rischio di farsi rubare l'arma. In caso ciò avvenga, l'unico modo per riaverla è eliminare il folletto ladro prima che porti l'arma nella sua tana, oppure riacquistarla presso un Gargoyle negoziante.

### Folletti meccanici
I folletti meccanici sono enormi robot costruiti e comandati dagli stessi folletti. Dan dovrà affrontare poche volte questi esseri, che, una volta sconfitti, doneranno all'eroe una Pietra runica.

### Spaventapasseri
Apparentemente comuni spaventapasseri, questi esseri sono resi vivi dalla magia di Zarok. Gli spaventapasseri hanno una resistenza enorme, tanto che per sconfiggerli occorrono più colpi di spada magica, ma Dan dovrà affrontarli prima ancora di averla ottenuta, pertanto si mostreranno quasi invincibili. Come suggerisce il gioco stesso, è opportuno fuggire da queste creature piuttosto che affrontarle. Oltre a una notevole resistenza agli attacchi, questi esseri liberano dei corvi che attaccano Dan. Ma anche queste apparentemente invincibili creature hanno un punto debole: essendo fatte di paglia, sono deboli contro il fuoco, pertanto Dan potrà bruciarli con il bastone o sputare loro fuoco con la Corazza di drago. Questi nemici sono presenti solo nel livello I campi degli spaventapasseri.

### Corvi
Corvi che fuoriescono dal petto degli spaventapasseri ogni volta che loro apriranno il loro mantello. Questi nemici sono tra i più deboli di tutti: infatti, basta anche solo un colpo del braccio di Dan per ucciderli; tuttavia, sono avversari molto fastidiosi: infatti, non appena ne hanno la possibilità, attaccheranno Daniel nel tentativo di eliminarlo insieme all'aiuto degli spaventapasseri.

### Pipistrelli
Come i corvi, sono nemici deboli ma fastidiosi e difficili da attaccare, anche se, utilizzando il colpo caricato del martello, si possono avere ottimi risultati.

### Contadini di paglia
Sono creature che fuoriescono dai cumuli di paglia presenti nel livello I campi degli spaventapasseri. Apparentemente il loro aspetto sembra quello di normali contadini, ma possiedono una resistenza notevole agli attacchi. Inseguono Dan per attaccarlo con i loro forconi.

### Demoni del grano
Queste creature vivono nel grano e sono invincibili: infatti, nessun'arma può eliminarli. Sono nel grano per evitare che Dan ci passi, in quanto sarebbe altrimenti troppo facile arrivare alla fine del livello.

### Lupi
Vivono nella parte del cimitero che Dan potrà visitare solo dopo aver ottenuto la Chiave del teschio. Sono creature fameliche che inizialmente dormono, ma che si svegliano non appena Dan ci si avvicina facendo troppo rumore. Affamati, i lupi lo attaccheranno con l'intenzione di divorarlo. Non sono molto forti e bastano pochi colpi di spada per annientarli.

### Mostri zucca
Zucche rese vive dalla magia di Zarok, queste creature inseguiranno Dan per eliminarlo. Hanno una notevole resistenza e causano gravi danni, e si dimostreranno piuttosto difficili da eliminare con le armi iniziali, ma, col passare del tempo e con armi migliori, possono essere sconfitti senza troppa difficoltà. In MediEvil 2 viene mostrato che, in realtà, i mostri zucca sono esseri umani che vengono trasformati dalla magia di Zarok.

### Bombe zucca
Zucche rese vive dalla magia di Zarok, sono apparentemente comuni zucche, ma si gonfiano ed esplodono quando Dan ci si avvicina.

### Rospi drago
Rospi fatati presenti nel livello La terra incantata, queste creature colpiscono Dan con una sorta di acido. Sono molto deboli e possono essere sconfitti con qualche attacco di spada; tuttavia, non danno alcun punto al Calice. In un libro è scritto che si tratta di girini di drago.

### Pianta sputante
Oltre ai rospi drago, ne La terra incantata è possibile trovare bizzarre piante che attaccheranno Dan non appena si avvicinerà a loro. Inizialmente pare normale vegetazione, ma poi la prima che si incontra si girerà mostrando una bocca e sputando una sorta di acido di color violaceo simile a quello dei rospi drago. Questa pianta sembra una specie di ananas con delle foglie sulla cima. Come per i rospi drago, non contano ai fini del riempimento del Calice.

### Pianta mortaio
Questa strana pianta a forma di tubo rivolto verso l'alto, non appena Dan le si avvicinerà, sparerà in alto, facendo rumore, una specie di dardo che, cadendo vicino a Dan, gli arrecherà dei danni. Anche questa pianta non conta ai fini del riempimento del Calice.

### Uccello drago
Sempre ne La terra incantata è possibile arrivare, salendo su due funivie a nord (bisogna prestare attenzione, visto che le funivie sono piccole e anche un leggero movimento potrebbe far cadere Dan nel vuoto, causandone la morte istantanea), alla sommità di un tronco dove si trova il nido di un Uccello drago con al suo interno tre uova enormi. È possibile spingerle fuori dal nido, così da ottenere le ricompense che si trovano al loro interno (una di queste è una Pietra runica, necessaria per il prosieguo del livello). Però, nel frattempo, bisogna prestare attenzione alla madre, che cercherà di attaccare Dan dall'alto con i suoi enormi artigli. Per evitare di essere colpiti, ci si può fermare al centro del nido chinandosi, o comunque, se non si è in quel punto del nido, usare il proprio scudo per proteggersi (se non lo si possiede, ovviamente si subiranno dei danni). L'Uccello drago è impossibile da uccidere e non lo si potrà colpire nemmeno con armi da distanza.

### Scheletri guerrieri
Caduti in guerra durante la Battaglia di Gallowmere, questi esseri sono stati riportati in vita dalla magia di Zarok. Armati di una sorta di spada di legno, proteggono il castello del Re dagli intrusi. Hanno una notevole resistenza e per sconfiggerli sono necessari diversi attacchi.

### Cavalieri in armatura
Caduti in guerra durante la Battaglia di Gallowmere, questi esseri sono stati riportati in vita dalla magia di Zarok. La loro armatura è indistruttibile, tanto che nessun attacco di Dan è in grado di scalfirli. L'unico modo per annientarli è gettarli nell'acqua putrida delle paludi.

### Demoni delle tenebre
Esseri demoniaci presenti nei livelli La terra incantata e Le rovine infestate dai fantasmi. Hanno una difesa elevata, il che li rende difficili da sconfiggere. Sempre ne Le rovine infestate dai fantasmi, hanno rapito i contadini della zona, e per salvarli, Dan deve sconfiggere i demoni prima che questi attivino la leva che li getterebbe tra le fiamme. Ne esiste anche una versione capace di volare e sputare palle di fuoco.

### Matti
I matti sono persone ricoverate al manicomio. Hanno una resistenza elevatissima e per sconfiggerli Dan deve usare alcune tra le sue armi più potenti. Ridono di continuo e inseguono Dan per eliminarlo; tuttavia, sono lenti nel colpire il bersaglio e, cosa più importante, non inseguono Dan in massa come invece fanno gli zombie, ma sono invece scoordinati e poco intelligenti.

### Guardie di Zarok
Le guardie di Zarok sono dei robot a carbone molto potenti armati di fucile. Il modo migliore per batterli è colpirli a distanza o alle spalle. Parlano con accento russo e hanno uno stemma sulla testa che sembra quello della polizia, e, dato che hanno un aspetto moderno, non rientrano nell'era in cui è ambientato il gioco. Compaiono in due soli livelli: Il villaggio addormentato e Il segnatempo.

### Abitanti del villaggio
Sono persone la cui anima è stata rubata da Zarok. La loro mente è stata annebbiata e sono diventati degli assassini. Ci sono 3 abitanti, che formano un'intera famiglia: Mr Mad, il padre; Mrs Mad, la madre, e Nellie Mad, la figlia. Attaccano con armi diverse: un'ascia per il padre, una padella per la madre e una piccola accetta per la figlia. Non si devono uccidere per nessun motivo, poiché il Calice delle anime non si riempirebbe, bensì diminuirebbe, così da perdere l'opportunità di visitare il Salone degli eroi. Vanno quindi storditi a distanza con il martello o con lo Scatto audace.

### Formiche
Comuni formiche che Dan dovrà affrontare dietro richiesta della Strega della foresta. Per entrare nel formicaio, la strega deve rimpicciolire Daniel, rendendolo grande quanto le formiche stesse. Ce ne sono di due tipi: le formiche guerriere, che attaccano in qualsiasi situazione, e quelle che si occupano delle larve, che attaccano solo se disturbate.

### Rinotauri
Forti demoni dalla testa di toro che si trovano nelle Caverne di cristallo: sono loro che hanno utilizzato l'energia dei cristalli per prolungare le loro vite e che hanno distrutto Mellowmede: sono armati di un martello e hanno una grande resistenza, ma sono lenti.

### Scheletri pirati
Sono gli scheletri dei pirati, riportati in vita da Zarok. Sono rapidissimi, hanno una notevole resistenza e occorrono più colpi per eliminarli. Si trovano sul loro vascello, che Dan dovrà visitare prima di giungere alla tana di Zarok. Per eliminarli tutti si deve sconfiggere l'ufficiale, l'unico pirata vestito di blu, senza il quale, come riporta il gioco, sono come "pulcini senza chioccia". Altri, invece, non sono controllati dall'ufficiale e possono essere sconfitti normalmente; tuttavia, non danno punti al Calice, come invece quelli citati in precedenza.

## Boss

### Orchi di pietra
Statue rese vive da Zarok, sono poste sulla Collina del cimitero. Gettano enormi massi giù dalla strada, mettendo in difficoltà Sir Daniel che, per finire il livello, deve compiere la salita. Una volta giunti in cima, le statue si autodistruggeranno come punizione per aver fallito.

### Demone di vetro
Il demone di vetro è il signore del mausoleo posto in cima alla Collina del cimitero ed è il custode della Chiave del teschio, necessaria a Sir Daniel per raggiungere il mondo dei vivi. Attacca lanciando spilli di vetro e spiccando alti balzi. Inoltre, possiede un attacco impossibile da schivare: imprigiona Daniel in un blocco di vetro che gli lancia scariche elettriche, finché non si frantuma da solo. Apparentemente indistruttibile, l'unico modo per annientarlo è colpirlo al cuore poco prima che esegua un attacco.

### Lupi guardiani
Sono due statue di pietra poste a guardia del cimitero. Quando Sir Daniel giunge al suo ingresso, i cancelli di entrata e uscita si chiuderanno e le statue guardiane prenderanno vita. Hanno la capacità di smaterializzarsi e, pertanto, i colpi di Dan non li scalfiscono. A turno, i lupi si materializzano per attaccare Sir Daniel, ed è allora che deve attaccare. Hanno una notevole resistenza e, una volta sconfitti, il cavaliere otterrà l'abilità dello Scatto audace, altrimenti detto Balzo audace.

### Regina delle formiche
Boss che si incontra alla fine del livello opzionale Le caverne delle formiche. Creatura dall'addome grande quanto essa stessa, sputa acido contro il nemico ed è capace di far franare macigni su Daniel. Ogni tanto chiama delle formiche ad attaccare al suo posto. Una volta sconfitta, il livello si conclude.

### Capi dei Demoni delle tenebre
Questi boss sono i due capi dei Demoni delle tenebre ed è necessario sconfiggerli per poter completare il livello La terra incantata. Combattono in coppia e sono in grado di volare. Bisogna cercare di sconfiggerli stando attenti a non cadere dalla piccola piattaforma su cui ci si trova durante lo scontro, piattaforma che i due demoni inclinano apposta e che bombarderanno con meteore infuocate.

### Jack del bosco
Jack del bosco non è un vero e proprio nemico, ma il custode del Giardino del manicomio. Statua attaccata a un muro, Jack del bosco pone diversi indovinelli a Sir Daniel, che è costretto a risolvere per uscire dal giardino.

### Re zucca
Il Re zucca è il signore delle zucche. Vive grazie alle radici impiantate nel terreno ed è in grado di evocare altri schiavi zucca. Per sconfiggerlo, Sir Daniel dovrà distruggere le sue radici, in modo da privarlo della forza vitale.

### Drago
Un feroce e irascibile drago che vive ne Le caverne di cristallo. Sir Daniel deve sconfiggerlo per dimostrare di essere degno di indossare la leggendaria Corazza di drago, una mitica corazza forgiata con la pelle di drago e in grado di far sputare fuoco a chi la indossa. Sembra soffrire di insonia e quello che vuole è solo fari una dormita molto lunga. Si presume che in Medievil 2 giunti nei tempo dell'800, il drago possa essere ancora vivo.

### Golem guardiani
Posti a guardia del castello del Re, queste creature di pietra sono indistruttibili e l'unico modo per annientarli è gettarli nella lava incandescente usando le fiamme della Corazza di drago.

### Capitano del vascello fantasma
Il capitano del vascello si trova al termine della nave dove finisce Sir Daniel prima di arrivare a Il vestibolo (e alla successiva tana) per affrontare Zarok. Solo utilizzando il bastone infuocato, dopo aver combattuto con i marinai, si potranno accendere i cannoni, che punteranno il capitano in movimento per colpirlo.

### Soldati di Zarok
Questi sono gli scheletri di quelli che un tempo erano i soldati dell'esercito di Zarok. Ancora fedeli al loro padrone, che li ha riportati nel mondo dei vivi, i soldati cercheranno di eliminare Sir Daniel, ma combatteranno invece con gli spiriti delle anime accumulate durante l'avventura nel Calice delle anime, che si trasformeranno nei soldati del vecchio esercito di Gallowmere.

### Lord Kardok
Lord Kardok era un cavaliere fortissimo, il miglior uomo al servizio di Zarok. A cavallo del suo destriero, nessuno poteva sconfiggerlo. Ma il coraggioso Tim l'astuto riuscì a trafiggere il suo occhio con un colpo di balestra, a mille metri circa, eliminandolo. Ora le sue ossa sono state riportate in vita e la sua anima richiamata a Gallowmere. Sopra il suo scheletrico cavallo di fuoco, ancora forte come un tempo, Lord Kardok sarà il penultimo avversario che Dan dovrà affrontare nella sua avventura.

### Zarok
Stregone malvagio e potente, Zarok è l'antagonista principale di MediEvil. Nella battaglia finale, Sir Daniel riesce a sconfiggere lo stregone trasformato in una terribile bestia che sputa acido, che durante il crollo del covo rimane schiacciato dalle macerie: Gallowmere è salva. I morti tornano tali e la popolazione riacquista la propria anima.

## Il Salone degli eroi
Il Salone degli eroi è il luogo sacro dove riposano gli spiriti dei grandi eroi che hanno combattuto con onore per difendere Gallowmere. Dan potrà visitarlo ogni volta che terminerà un livello, ma solo se sarà riuscito ad ottenere il Calice delle anime. Dan potrà inizialmente visitare solo il piano terra, in quanto le scale che conducono al piano superiore sono inconsistenti. Ma col procedere dell'avventura potrà raggiungere anche il secondo piano. Gli eroi del Salone possono essere evocati con il prezioso Calice delle anime e, per cortesia o per pietà, doneranno a Dan diverse armi.

### Tim l'Astuto
Eroe del salone minore di nobili origini, combatté nella Battaglia di Gallowmere, e con la sua balestra uccise Lord Kardok, fido condottiero di Zarok, trafiggendogli l'occhio con un tiro da mille metri circa. Dona a Sir Daniel la Balestra e una Bottiglia della vita. Anche Tim perì nello scontro insieme al suo fedele capitano Sir Daniel Fortesque. Nel fumetto ufficiale si scopre che Tim l'Astuto è in realtà una ragazza e che il suo vero nome è Timanta.

### Stanyer il Fabbro Ferraio
Eroe del salone minore, una volta famoso Fabbro Ferraio del villaggio che Zarok  addormento', ricorda a Daniel di "Johnny lo Zombie" e della sua presenza in circolazione. Dona a Sir Daniel il Martello , che usa per schiacciare noci, e 100 Monete d'oro.

### Woden il Potente
Eroe del salone minore, tratta Daniel con alterigia e compiacenza, definendolo "sdentatello attira frecce"; tuttavia, gli dona lo Spadone e 100 Monete d'oro.

### Imanzi Shongama
Eroina del salone superiore, è un'amazzone innamorata di Daniel, che chiama affettuosamente Dany. Gli dona una Lancia e 2 Fiale dell'energia.

### Ravenhoose, ultimo Principe dei Centauri
Eroe del salone superiore, è un centauro morto da diecimila anni. Giudica Daniel privo di nobiltà. Parla con una flessione inglese; gli dona l'Arco lungo, l'Arco lungo infuocato, l'Arco lungo magico e una Bottiglia della vita.

### Bloodmonath lo Spacca-crani
Eroe del salone superiore, è un boia carnefice, racconta che attorno a sé aveva sempre corpi decapitati. È invidioso di "Fortesquissimo" (lo pseudonimo con cui chiama Daniel) e vorrebbe essere al suo posto nella lotta contro i non morti. Parla con una flessione siciliana; gli donerà l'Ascia e 150 Monete d'oro.

### Karl Sturnguard
Eroe del salone superiore, è un templare; odia gli altri eroi del salone, perché considerano la miglior strategia l'attacco, mentre egli crede che per vincere una guerra servano gli scudi. Parla con una flessione tedesca. Tratta Daniel con rispetto e gli dona lo Scudo d'oro e 200 Monete d'oro.

### Dirk il leale
Eroe del salone superiore, è un templare; al contrario di Sturnguard, "preferirebbe gettarsi nella mischia con un vassoio da tè piuttosto che con uno scudo da donnicciola". Parla con una flessione romanesca. Dona a Dan la Spada magica e una Bottiglia della vita.

### Megwynne la Doma-tempeste
Eroina del salone superiore, divenuta una divinità dopo aver respinto dal suo villaggio i barbari armata solo di un forcone e di un matterello, nonostante la posizione elevata che ricopre ha grande fiducia in Fortesque e lo esorta a non mollare e dimostrare il suo vero valore; dona a Dan le Saette e tre Fiale della vita.

## Personaggi diMediEvil 2

### Alleati

#### Professor Hamilton Kift
Il professor Kift è uno scienziato che, tempo addietro, assieme al suo ex amico e compagno di studi Palethorn, cercarono e ritrovarono il Libro degli incantesimi di Zarok. Mentre Kift lo studiò a fini pacifici, Palethorn lo utilizzò per trasformarsi in demone, e riportare nel mondo dei vivi creature passate a miglior vita tempo fa. Ancora una volta, Daniel Fortesque viene riportato in vita per fermare la minaccia di Palethorn. E sarà proprio Hamilton Kift ad aiutarlo, consegnandoli armi e oggetti preziosi utili per la sua avventura.

#### Winston
Winston è l'assistente fantasma del professor Kift. Sarà lui a guidare Dan durante la sua avventura e sarà lui ad avvertirlo di quanto sta accadendo subito dopo la sua resurrezione. Allegro e vivace, Winston sarà molto felice di aiutare Dan nel suo viaggio anche se, essendo un fantasma, non può partecipare direttamente all'azione. Non è chiaro come divenne un fantasma.

#### Principessa Kiya
91ª moglie di Ramsete II, la principessa Kiya viene risvegliata e salvata da Dan nel corso della sua avventura. Tra i due nasce un sentimento d'amore e, dopo che Dan sconfigge Lord Palethorn, fuggono insieme nel passato con la macchina del tempo, scoprendo un'orribile verità.
Nel finale alternativo Daniel e Kiya ritornano al museo, tornando a riposare insieme nel sarcofago di Kiya.

#### Imbroglione
L'imbroglione è un venditore e sostituisce i Gargoyle blu del primo MediEvil. Come tali, vende munizioni per le armi e ricariche per lo Scudo d'oro, e rivende le armi rubate dai Folletti ladri. Ma, a differenza dei Gargoyle, non vende fiale della vita. Si sposta per tutta Londra e Dan potrà sempre comprare da lui. Compie il ruolo più attivo rispetto al resto del gioco nel livello Le fogne, quando consegna a Dan il progetto per la macchina del tempo.

### Nemici diMediEvil 2
In questo nuovo capitolo particolare attenzione è stata rivolta ai nemici, che risultano più potenti rispetto al primo capitolo. Infatti, oltre al potenziamento di vecchi nemici (come gli zombie, che godono di maggior difesa), il miglioramento dell'interazione tra i nemici (come l'uccello rapace che ruba la testa a Dan e i mostri verdi che, di conseguenza, possono prendere il controllo del suo corpo) e l'introduzione di nemici che possono essere eliminati solo con particolari strategie (come i vampiri, che possono essere eliminati solo se esposti alla luce del sole), unitamente al fatto che le fontane della vita e le fiale dell'energia non si rigenerano rigiocando i vari livelli, rendono il gioco più ostico anche per un giocatore esperto del primo capitolo. Bisogna anche ricordare che i colpi caricati delle armi non funzionano se si viene colpiti prima di affondare il colpo e che, poiché ad un livello ne segue un altro, il giocatore dovrà utilizzare al meglio le armi in suo possesso. Quella che segue è una sinossi utile al giocatore sui vari nemici, senza nulla togliere a quest'ultimo che dovrà comunque affrontarli per andare avanti nel gioco.

#### Zombie
Ancora una volta, i defunti sono richiamati alla vita per mano del Libro degli incantesimi di Zarok, caduto nelle mani di Lord Palethorn. Ma questa volta, gli zombie possiedono una maggior difesa rispetto al primo capitolo della serie, e anche il loro aspetto è diverso. Tuttavia, rimangono poco intelligenti e facili da eliminare. Dan ritroverà per l'ultima volta queste creature nella cripta di Isibold Brunel, quando lo attaccheranno in massa per eliminarlo; unica via di scampo del cavaliere sarà sconfiggere Isibold stesso, impedendo che gli zombie eliminati siano sostituiti da nuovi zombie. Sono presenti nei livelli Il museo , Kensington e Whitechapel.

#### Armatura rianimata verde
Guerrieri rianimati dalla magia di Palethorn. Presentano una discreta difesa, soprattutto verso le armi a distanza, a cui sono praticamente invulnerabili (anche alla Mitragliatrice, ma non all'Ascia), ma la loro lentezza li rende abbastanza facili da sconfiggere: basterà, infatti, "danzare" intorno ad essi brandendo armi da mischia anche deboli, come lo Spadino, per eliminarli con discreta facilità, specialmente utilizzando l'attacco rotante o l'attacco speciale, che permettono di non farle avvicinare. Sono presenti solo nei livelli Il museo e Wulfrum Hall.

#### Dinosauri di ossa
Sono i cuccioli scheletrici di un dinosauro estinto riportato in vita. Per non correre troppi rischi, si può utilizzare la Pistola per tenerli a bada da lontano. Attaccano sputando fuoco, ma hanno una scarsa difesa; perciò, si possono eliminare anche con armi deboli se colpiti ripetutamente. Sono presenti solo nel livello Il museo. 

#### Topi
Sono semplici roditori che infestano diverse aree di Londra. Innocui per gran parte del gioco, attaccheranno Dan quando questi si trova nella modalità "Mano", in cui non potrà eliminarli. Per sfuggirgli è necessario muoversi velocemente utilizzando anche lo Scatto audace. Sono presenti nelle aree segrete dei livelli Il museo, L'Osservatorio di Greenwich e Dankenstein.

#### Cuccioli di Ceratosauro
Questi scheletri di dinosauro rianimati dalla magia di Palethorn sono proprio i cuccioli del Ceratosauro che, richiamati dal pensiero proprio da quest'ultimo, attaccheranno durante le sue pause refrattarie per coprirlo. Sono agili, rapidi e veloci a portare i colpi. Attaccarli è inutile, essendo più conveniente attaccare direttamente il Ceratosauro, al limite riparandosi con lo scudo o evitando gli attacchi con lo Scatto audace: difatti, dopo averlo colpito, questi spariranno e allo stesso modo si deve agire con lo Pterodattilo. Sono presenti solo nel livello I resti del Tirannosauro.

#### Moschettiere rianimato
Soldato armato di fucile rianimato dalla magia di Palethorn. Feroce e aggressivo, attacca anche a corpo-a-corpo, e non si fermerà nemmeno se menomato. È presente solo nel livello Il museo.

#### Fantasma di Kensington
Essere spettrale che rianima e comanda un gruppo di zombie. È invulnerabile fintanto che gli zombie sono in piedi: infatti, nel tentativo di resuscitarli nuovamente si renderà vulnerabile.  Eliminandolo, gli zombie ai suoi piedi scompariranno definitivamente. È presente solo nel livello Kensington.

#### Guardie di Anubi
Esseri dall'aspetto di Anubi che difendono la tomba di Kiya. Presentano una difesa media e una strategia di combattimento alquanto insolita: alcuni di essi inseguiranno il cavaliere per eliminarlo, mentre altri indirizzeranno raggi lungo due direzioni perpendicolari. Vulnerabili al fuoco, sono presenti nei livelli Kensington e Kensington, la tomba.

#### Donna barbuta
Sono demoni da circo somiglianti a donne barbute. Hanno una difesa media e attaccano con panciate o generando onde d'urto sfruttando il loro sovrappeso, da cui non ci si potrà difendere con lo scudo e da cui si viene sbalzati. Pericolosi soprattutto in certe zone vicine a specchi d'acqua, letali per Dan. Sono presenti solo nel livello Il freakshow

#### Folletti untori
Sono simili ai folletti che si ritrovano nel primo MediEvil; essi colpiscono Dan con secrezioni acide, ma sono molto più veloci a portare i colpi dei folletti con la torcia. La scarsissima resistenza li rende un nemico molto blando (un paio di colpi di Pistola bastano a eliminarli). Inoltre, sono protagonisti di un minigioco in cui si dovrà eliminarne una quantità prefissata in 3 round in un tempo prestabilito utilizzando il Martello stando attenti ad evitare i loro attacchi. Alla fine di ogni round completato, Dan riceverà in premio fiale d'energia e le Cosce di pollo. Sono presenti solo nel livello Il freakshow.

#### Demoni acquatici
Rappresentano i Demoni del grano del primo MediEvil, che sbarrano a Dan l'accesso a un acquitrino e costringendolo a saltare da dei teloni per raggiungere l'altra sponda. Sono presenti solo nel livello Il freakshow.

#### Mago
Mago dalle fattezze asiatiche, può evocare un drago fantasma, sempre invulnerabile, che segue e danneggia Dan. Il mago si renderà vulnerabile dopo aver richiamato il drago. La sua difesa è scarsa. È presente solo nel livello Il freakshow.

#### Uccelli rapaci
Uccelli rapaci che rubano la testa a Dan per portarla nel loro nido, permettendo così ai mostri verdi di impossessarsi del corpo di Dan. Se Dan è già senza testa, lo bombarderanno con attacchi a distanza. Fastidiosi perché costringono a seguirli in posti impervi per recuperare la testa. Sono presenti nei livelli Osservatorio di Greenwich e Accademia navale di Greenwich.

#### Marinai zombie
Presenti nei livelli Osservatorio di Greenwich e Accademia navale di Greenwich, i corpi di alcuni di loro saltano in aria dopo averli sconfitti, ma gli altri, finché non vengono disintegrati fisicamente, possono essere rianimati dai misteriosi mostri verdi con i tentacoli.

#### Mostri verdi
Piccoli polipi verdi tentacolari che si impossessano dei corpi altrui. Dovranno essere uccisi prima o dopo essersi impossessati di un corpo, in particolare dei cadaveri dei marinai zombie, dei Mullock e dei ruminanti allevati da questi ultimi. Anche Dan può essere vittima di queste possessione quando è senza testa, causandogli danno. Sono presenti nei livelli Osservatorio di Greenwich, Accademia Navale di Greenwich e Le fognature.

#### Piante-mortaio
Piante giganti che lanciano attacchi dall'alto. Non possono essere eliminate, e quando verranno azionati gli irrigatori, si apriranno permettendo di raggiungere luoghi altrimenti inaccessibili. Sono presenti solo nel livello "Giardini di Kew"

#### Zucche giganti
Zucche giganti che rotolando cercheranno di eliminare Dan schiacciandolo non appena egli si avvicina ad esse. Non possono essere eliminate, ma solo evitate; lo scudo può assorbire parte dei danni. Sono presenti solo nel livello "Giardini di Kew"

#### Parti di Dankestein
Esseri spettrali creati dal professor Hamilton Kift come semplici arti per costruire il mostro Dankestein (e contrastare così le creature di Palethorn) che si sono animati, acquisendo volontà propria e ribellandosi al proprio creatore, fuggendo nelle fogne. Sarà compito di Dan eliminarli e riportare gli arti al professore in un tempo prefissato per creare il mostro. Essi sono nell'ordine:
- Braccio destro e sinistro: simili per danno e costituzione, sono esseri dal braccio sinistro e destro enormi con difesa media e danno elevato; possono anche parare i colpi. Per eliminarli facilmente bisognerà colpirli con l'Ascia mentre non si difendono, non lasciandoli avvicinare con le Bombe;
- Gamba destra e sinistra: anch'essi simili per danno e costituzione, sono esseri dotati di gambe enormi, presentano resistenza più elevata delle braccia e danno medio; possono anche parare i colpi. Per eliminarli facilmente, si può utilizzare la stessa strategia adottata con le braccia;
- Busto: essere aracniforme con difesa media che attacca Dan tirandogli contro secrezioni acide, è sempre seguito da altri arti. Può essere eliminato facilmente con l'Ascia evitando di allarmare gli altri arti;
- Fondoschiena: essere dall'aspetto di un pesce che tenta di fuggire su di un vagone ferroviario sotterraneo; non è molto resistente e potente, ma copre la sua fuga con una scia velenosa che infliggerà danno a Dan. Può essere eliminato facilmente con l'Ascia, colpendolo ripetutamente per impedirgli la fuga.

Sono presenti solo nel livello Dankestein.

#### Servitore dei vampiri
Essere deforme dall'aspetto di un uomo anziano e fortemente gobbo, succube dei vampiri che, però, può essere eliminato, nonostante la resistenza piuttosto elevata e la sua capacità di parare i colpi. Uno di essi custodisce la chiave della magione che si dovrà sottrarre con la modalità "Mano". Sono presenti solo nel livello Wulfrum Hall.

#### Vampiri
Immuni a qualsiasi attacco, possono essere sconfitti solo esponendoli alla luce del sole. Vi è anche una bambina vampiro che, però, si troverà sempre in luoghi non esposti alla luce del sole e quindi solo evitabile. Sono presenti solo nel livello Wulfrum Hall.

#### Poliziotti
Sono poliziotti incaricati di far rispettare il coprifuoco notturno a Whitechapel e di catturare un serial killer attivo nel quartiere. Non conoscendone l'identità ne avendone il minimo indizio, cercano di coglierlo in flagrante ed attaccheranno ogni passante che non rispetta il coprifuoco. Non possono essere eliminati, ma solo storditi. Dan vestirà gli abiti classici di un nobile, ed essi smetteranno di attaccarlo. Sono presenti solo nel livello Whitechapel.

#### Isibold Brunel
Zombie di un noto industriale socialista produttore di giocattoli meccanici, Dan dovrà sconfiggerlo per ottenere la sua barba, con cui ci si dovrà presentare, oltre che con un abito elegante, al locale notturno dove Kiya si era recata nel livello Whitechapel.

#### Predatori delle fogne
Giganteschi vermi abitanti delle fogne che, con l'aiuto dei mostri verdi, hanno catturato le donne dei Mullock usandole come esche; si dovranno sconfiggere per liberarle. Possiedono un'elevata resistenza e infliggono danni notevoli; possono spostarsi da una parte all'altra di una stanza attraversando dei tubi e alcuni di essi sparano palle di fuoco. Il modo migliore per eliminarli è prevedere i loro movimenti e colpirli nei loro punti ciechi lateralmente. Sono presenti solo nel livello Le fognature

#### Alieni
Sono pupazzi meccanici nel museo. Fanno parte di un puzzle che Dan dovrà risolvere con la modalità "Mano" evitando i loro attacchi. Sono presenti solo nel livello La macchina del tempo. 

#### Mullock
All'inizio cordiali e spaventati, diventeranno ostili quando Dan  ruberà la Pietra del tempo da loro gelosamente custodita. Non è possibile eliminarli, ma solo stordirli. Alla fine si dovrà affrontare il loro capo per assumerne l'identità, riprendere la macchina del tempo e salvare Kiya dalle grinfie dello Squartatore. Sono presenti solo nel livello La macchina del tempo, Le fogne. 

#### Armatura rianimata grigia con scudo
Simile a quella verde per intelligenza e tipologia di attacchi, ma con una difesa più elevata e uno scudo che aumenta ulteriormente la sua già alta resistenza. Come la verde, è immune alle armi da lancio (ma non all'Ascia). È presente solo nei livelli  La macchina del tempo e Le guglie della cattedrale, La discesa.

#### Calderone di pece
È un calderone contenente pece animato dalla magia di Palethorn che getterà il suo contenuto su Dan mentre cerca di scalare la cattedrale. Dan si potrà difendere dalla pece parando con lo scudo mentre è in bilico sulle gradinate. Questo nemico non può essere eliminato ed è una presenza costante delle scalinate esterne della cattedrale. È presente solo nel livello Le guglie della cattedrale.

#### Demoni volanti
I demoni sono tornati, più forti che mai. Dotati di una difesa molto elevata e di un danno anch'esso elevato, sono tra i nemici più temibili di tutto il gioco, estremamente pericolosi quando attaccano Dan in gruppo in uno spazio chiuso. Attaccano Dan lanciandogli contro palle di fuoco. Sono presenti nei livelli Le guglie della cattedrale e Le guglie della cattedrale, La discesa.

#### Mastini demoniaci
I demoni sono tornati, più forti che mai. Dotati di una difesa molto elevata e di un danno anch'esso elevato, sono tra i nemici più temibili di tutto il gioco, che diventano estremamente pericolosi quando attaccano in gruppo in uno spazio chiuso. Attaccano Dan proiettando un raggio rimbalzante che infligge danno elevato: in quel momento si renderanno  intangibili (e quindi invulnerabili agli attacchi). Sono presenti nei livelli Le guglie della cattedrale e Le guglie della cattedrale, La discesa.

#### Demone guardiano della cattedrale
È una forza oscura e invulnerabile che custodisce l'ultima pagina del Libro degli incantesimi di Zarok. Non è una vera e propria minaccia e non attaccherà Dan, ma verrà sconfitta dalle 12 anime pie imprigionate nella cattedrale e liberate da Dan. Dopo la sua sconfitta, manderà in frantumi la cattedrale stessa. È presente solo nel livello Le guglie della cattedrale, La discesa. 

### Nemici dal primo capitolo
Ecco i nemici presenti nel gioco, ma già apparsi nel primo capitolo:
- Mostri zucca - Appaiono più forti rispetto al primo capitolo di gioco, per via l'abilità di attaccare e di farsi scudo contemporaneamente, rimanendo immobili. Cercheranno di infettare le persone trasformandole in mostri zucca. Si troveranno solo nel livello Giardini di Kew.
- Bombe zucca - Saranno protagoniste di un minigioco che si potrà eseguire in modalità "Mano" in cui si dovranno condurre quattro mani al centro di un labirinto evitando le bombe zucca. Si verrà ricompensati con alcuni forzieri di monete d'oro. Sono anche dotate di radici deambulanti che inseguiranno Dan per lasciarsi esplodere; basterà, tuttavia, lasciarle avvicinare e scansarsi all'ultimo momento perché si autodistruggano da sole. Sono presenti solo nel livello Giardini di Kew.
- Folletti ladri - Renderanno più difficoltoso il recupero degli arti nell'incontro di boxe contro Iron Slugger. Sono presenti solo nel livello Iron Slugger

### Boss

#### Ceratosauro
Il Ceratosauro del museo di Londra è stato riportato in vita da Lord Palethorn grazie alla magia del Libro di Zarok. Dopo essere giunto alla fine del museo, Dan dovrà combatterlo. Sembra invincibile e il suo unico punto debole è la testa, che è possibile raggiungere salendo sulla coda o, più facilmente, dal piano superiore aspettando che si avvicini mostrando il cervello.

#### Pterodattilo
Subito dopo aver annientato il Ceratosauro, le sue ossa si ricomporranno in maniera diversa per formare un dinosauro volante, lo Pterodattilo. Con il precedente dinosauro, condivide il suo stesso punto debole e l'attacco con fuoco.

#### Elefanti meccanici
Costruiti dai Folletti, questi elefanti sostituiscono i Folletti meccanici del primo capitolo della saga e, come tali, possono essere annientati solo se colpiti alle spalle. Ne esiste anche un'altra versione, meglio armata e immune ai colpi di Dan. L'unico modo per annientarlo è gettargli addosso dei pezzi di elefanti in costruzione.

#### Iron Slugger
Robot costruito da Lord Palethorn. Sir Daniel, nelle fattezze di Dankenstein, dovrà sconfiggerlo in un incontro di boxe.

#### Il Conte
(Il Conte a Dan)
Essere malvagio e demoniaco, per molti versi simile a Dracula di Bram Stoker, è un vampiro millenario e uno degli alleati più forti di Palethorn, che si è alleato con quest'ultimo con l'intento di poter dominare l'umanità. Vanaglorioso, sprezzante ed estremamente suscettibile, vede Dan come una nullità e vuole eliminarlo solo perché lo ha interrotto mentre si presentava. Oltre ad una velocità elevatissima e all'abilità di librarsi in aria volando, il Conte è anche uno stregone e lancia incantesimi contro Dan, che non potrà difendersi dagli attacchi. In quanto vampiro, è anche immune a qualsiasi attacco. L'unico modo per sconfiggerlo è usare degli specchi per riflettergli contro i suoi stessi attacchi. Alla fine, bisognerà poi riflettergli contro la luce del sole per sconfiggerlo definitivamente.

#### Jack lo squartatore
(Jack a Dan prima della sua dipartita)
L'omicida di Whitechapel è un avversario piuttosto potente. Alto e dall'aspetto aracnoide, è perennemente invulnerabile, e l'innata velocità lo rende uno fra gli avversari più temibili del gioco. Uccide la principessa Kiya, e Dan userà la macchina del tempo costruita dal prof. Kift per tornare indietro nel tempo e salvarla. Nonostante la superiorità rispetto a Dan, si rivelerà un vigliacco e più volte, attaccherà la principessa Kiya (rendendosi vulnerabile agli attacchi di Dan stesso). La sua fine è altrettanto ingloriosa: verrà finito con un colpo di pistola da Dan mentre invoca pietà.

#### Dogman
Servo di Lord Palethorn, aiuta il suo padrone nella ricerca del Libro degli incantesimi di Zarok. A seguito della magia del libro, Dogman assume fattezze canine ed ottiene una forza sovrumana : inoltre, un attacco può stordire Dan per alcuni secondi. Dan lo affronterà due volte nel gioco.

#### Mander
(Mander e Dogman)
Servo di Lord Palethorn, Mander aiuta il suo padrone nella ricerca del Libro degli incantesimi di Zarok. Proprio grazie alla magia del libro, viene trasformato in una sorta di lucertola antropomorfa, mantenendo inalterata la sua personalità. Assieme al suo collega Dogman, Mander affronterà Dan nell'ultimo livello del gioco. Appare il cervello del duo e la sua dote principale è l'attacco a distanza e la rapidità nei movimenti.

#### Il Demone
Il demone è una creatura gigantesca con una testa caprina  evocata da Lord Palethorn come ultima risorsa per contrastare Dan. La sua forza è elevatissima e la sua resistenza lo rende immune a qualunque attacco. Il demone sparisce dopo aver sconfitto Palethorn, scambiandosi l'un l'altro per nemico grazie a Dan.

#### Lord Palethorn
(Palethorn a Dan dopo la sua sconfitta)
L'antagonista principale del gioco. Un tempo amico del professor Kift, era un inventore di successo e ricercatore dell'occulto. Cacciato dal circolo dei maghi per aver praticato la magia nera, in breve tempo è stato corrotto dal rancore e dalla sete di potere. Servendosi del professor Kift, ritrova alcune delle pagine del libro degli incantesimi e cerca di eliminare il collega intrappolandolo nel posto dove era nascosta la reliquia. In seguito, ricercherà ciò che rimane del libro di Zarok con l'aiuto dei suoi scagnozzi Mander e Dogman. Proprio grazie al libro di Zarok, usa la magia per trasformare lui stesso in demone e i suoi servi in una lucertola ed un cane. Il suo obiettivo finale è la supremazia assoluta sull'impero britannico e, nonostante le maniere raffinate da aristocratico, appare spietato in diverse occasioni, sia verso gli abitanti di Londra (che considera alla stregua di "test" per le sue creature) sia verso i suoi stessi servitori. Nell'ultimo livello del gioco, dopo aver assistito alla sconfitta dei suoi servi per mano di Dan, evoca un gigantesco demone, immune a qualunque attacco. Palethorn attacca con la sua navicella, ma ne perde il controllo sparando contro il demone, che lo distrugge alla stregua di un nuovo nemico. Lord Palethorn precipita e il Libro di Zarok brucia tra le fiamme, annullando ogni incantesimo eseguito, ed ormai prossimo alla morte (ancora schiacciato dai rottami della sua navicella) fa un piccolo soliloquio per cercare di coinvolgere Dan in un'esplosione. Inspiegabilmente, Lord Palethorn rimane in vita: infatti, quando Dan prende la macchina del tempo per andarsene con la sua amata, la principessa Kiya, Lord Palethorn fa il suo ritorno, questa volta trasformato in una sorta di dragone (similmente a Zarok nel primo capitolo della saga). Tuttavia, la storia termina qui, lasciando al giocatore un dubbio e la possibilità di immaginare il finale.